# Notanthidium rudolphi
Notanthidium rudolphi är en biart som först beskrevs av Ruiz 1938.  Notanthidium rudolphi ingår i släktet Notanthidium och familjen buksamlarbin. Inga underarter finns listade i Catalogue of Life.